# Titanium (Spiel-Engine)
Titanium ist eine Spiel-Engine, die 1995 von Radical Entertainment zunächst für die PlayStation, den Sega Saturn und Computer mit Windows 95 entwickelt wurde. In den folgenden Jahren wurde sie ständig verbessert und aktualisiert, unter anderem um auch Nachfolgekonsolen wie die PlayStation 2, den GameCube, die PlayStation Portable und die Xbox zu unterstützen.

## Entwicklung
Speziell in den Jahren 2005 und 2006 wurden einige Grundlegende und wichtige Änderungen an der Engine vorgenommen:
- Unterstützung für die PlayStation 3, die Xbox 360 und die Wii.
- Ein neuer Renderer mit Fokus auf Multi- und Grafikprozessoren.
- Ein neues Audiosystem mit Fokus auf Software-Mixing und Audioeffekte.
- Eine neue Multifunktionelle Physikengine, die besonders für die Darstellung von Katastrophenszenarien geeignet ist.
- Neue Systemeffekte.
- Ein verbesserter Editor auf Grundlage der Technologie von Hulk: Ultimate Destruction

Speziell geprägt ist die Engine durch den Einsatz mehrerer Technologien. Zwar wurde die Engine in der einen oder anderen Form schon seit der Fertigstellung in mehreren Spielen verwendet, jedoch war Prototype das erste Videospiel, welches mit der ausgereiften, komplett überarbeiteten und fertigen Version der Engine auf den Markt kam.

## Merkmale
Der Spieleeditor, Gym genannt, beherrscht mehrere Funktionen, unter anderem das Erstellen von Filmsequenzen, Spezialeffekten, von Beleuchtung oder Animationen per Skript. Er verfügt über ein Benutzerinterface, welches die Bedienung erleichtern soll, und unterstützt Windows Build. Er kann parallel zum laufenden Spiel benutzt werden. Änderungen werden so in einem Verhältnis von 1:1 auf das Spiel übertragen. Des Weiteren besitzt er einen LUA-Editor.
Die integrierte Client-Server-Anwendung Pipeline, welche auf Python und MySQL basiert, unterstützt das Zwischenspeichern von größeren Grafikflächen. So können mehrere Computer im Netzwerk die gleiche Grafik bearbeiten, aufteilen und abspeichern. Dies ist für modernere Videospiele, die mehrere Gigabytes an Grafik- und Audiodateien besitzen, und diese mehrere Male am Tag bearbeiten, laden und speichern müssen, von Vorteil.
Die Rendering-Engine wird für jedes Projekt speziell modifiziert.
Die Audio-Engine, die vom Spiel-Editor und integrierten Audiowerkzeugen benutzt wird, bietet Spezifikationen und Anpassungen eines Mischsystems und von DSP-Effekten. Es bietet auch die Unterstützung von Mischpultschnittstellen, an denen Hardware-Mixer angeschlossen werden können. So können, parallel zum laufenden Spiel, spezielle, benutzerdefinierte Sounds in das Spiel integriert werden.
Die Engine beinhaltet ein spezielles Dialogmanagement, welches über mehr als 10.000 Audiodateien in mehreren Sprachen und Untertiteln verfügt, einen voll ausgestatteter Charakteranimator und diverse Physikdatenbanken.